# Kurt Koffka
Kurt Koffka (Berlín, 18 de març de 1886 - Northampton, 22 de novembre de 1941) va ser un psicòleg alemany. Va néixer i es va educar a Berlín on va obtenir el seu doctorat el 1909 com a estudiant de Carl Stumpf, fou el mateix any en què es va casar amb Mira Klein. A més a més dels seus estudis a Berlín, Koffka també va passar un any a la Universitat d'Edimburg a Escòcia, on va desenvolupar la seva gran fluïdesa de la llengua anglesa, una habilitat que més tard el va servir per als seus esforços per difondre la Psicologia Gestalt més enllà de les fronteres alemanyes. Koffka ja estava treballant a la Universitat de Frankfurt del Main quan Max Wertheimer va arribar el 1910 per treballar a l'Institut Psicològic de la mencionada universitat, i ho va invitar a participar com subjecte a la seva recerca sobre l'efecte que va batejar com Fenomen fi.
Koffka va deixar Frankfurt del Main el 1911 per ocupar un càrrec a la Universitat de Giessen, a quaranta milles de Frankfurt del Main, on va romandre fins al 1924. Aleshores, Koffka ja s'havia divorciat de Klein el 1923 i s'havia casat amb Elisabeth Ahlgrimm, qui havia obtingut recentment el seu doctorat a Giessen. Tots dos es van divorciar aquell mateix any i Koffka es va casar novament amb Klein. Koffka després va viatjar als Estats Units, on va ser professor a la Universitat Cornell des de 1924 a 1925, i dos anys més tard a la Universitat de Wisconsin-Madison. Eventualment, el 1927, va acceptar un càrrec al Smith College a Northampton, Massachusetts, on va romandre fins a la seva mort el 1941.

## Pensament sobre l'aprenentatge
Koffka creia a l'aprenentatge primerenc, el que ell es referia com "aprenentatge sensorio-motor", un tipus d'aprenentatge que succeeix després d'una conseqüència. Per exemple, un nen que toca una estufa calenta aprendrà a no tocar-la novament. Koffka també creia que gran part de l'aprenentatge succeeix per imitació, encara que va argumentar que no és important entendre quina classe d'imitació, sinó més aviat reconèixer que és un esdeveniment natural. Segons Koffka, el més gran tipus d'aprenentatge és l'"aprenentatge ideacional", que utilitza el llenguatge. Koffka va anotar que un moment important en el desenvolupament d'un nen és quan entenen que els objectes tenen noms.

## Treballs
- (1922) Percepció: una introducció a la Teoria Gestalt.
- (1924) Creixement de la ment.
- (1935) Principis de la Psicologia Gestalt